# San Benedetto Val di Sambro
San Benedetto Val di Sambro es un municipio situado en el territorio de la Provincia de Bolonia, en Emilia-Romaña (Italia).

## Demografía
| Gráfica de evolución demográfica de San Benedetto Val di Sambro entre 1861 y 2001 |
|                                                                                   |
| Fuente ISTAT - elaboración gráfica de Wikipedia                                   |